# 쇼와촌 (후쿠시마현)
쇼와촌(일본어: 昭和村)은 일본 후쿠시마현 오누마군의 촌이다.

## 지리
아이즈 지방 서남부에 위치하고 노지리강의 단구를 따라서 취락이 점재한다.

## 역사
- 1889년 4월 1일 - 정촌제 시행으로 노지리촌, 오아시촌이 탄생하였다.
- 1927년 11월 23일 - 노지리촌, 오아시촌이 합병해 쇼와촌이 되었다.

## 인구
| 연도 | 인구  | ±%     |
| ---- | ----- | ------ |
| 1920 | 3,408 | —      |
| 1930 | 3,717 | +9.1%  |
| 1940 | 4,075 | +9.6%  |
| 1950 | 4,684 | +14.9% |
| 1960 | 4,658 | −0.6%  |
| 1970 | 3,604 | −22.6% |
| 1980 | 2,629 | −27.1% |
| 1990 | 2,167 | −17.6% |
| 2000 | 1,874 | −13.5% |
| 2010 | 1,500 | −20.0% |

## 교통

### 도로
- 국도 400호선(일본어판)
- 국도 401호선

## 제휴 도시
- 일본 사이타마현 소카시